# منیر عبادی
منیر عبادی (انگلیسی: Mounir Obbadi؛ زاده ۴ آوریل ۱۹۸۳) یک بازیکن فوتبال اهل فرانسه است.
وی همچنین در تیم ملی فوتبال مراکش بازی کرده‌است.